# 天鵝座V1057
天鵝座V1057 (V1057 Cyg) 是位於天鵝座內的一顆獵戶FU型的變星。它的光譜類型是F，視星等大約是11.660 。它是被發現的第二顆獵戶座FU型變星。